# Эрлангер, Джозеф
Джо́зеф Э́рлангер (англ. Joseph Erlanger; 5 января 1874, Сан-Франциско, США — 5 декабря 1965, Сент-Луис, Миссури, США) — американский физиолог, лауреат Нобелевской премии по физиологии и медицине в 1944 году (совместно с Гербертом Гассером) «за открытия, имеющие отношение к высокодифференцированным функциям отдельных нервных волокон».
Член Национальной академии наук США (1922).

## Биография
Джозеф Эрлангер родился 5 января 1874 года в Сан-Франциско, штат Калифорния. Окончил Школу медицины Джонса Хопкинса в 1899 году, получив степень доктора медицины.